# Казаков, Анатолий Сергеевич
Анатолий Сергеевич Казаков (31 марта [13 апреля] 1917, Выездное, Арзамасский уезд, Нижегородская губерния — 19 августа 1992, Нижний Новгород) — заместитель начальника литейного цеха Горьковского автомобильного завода по производству, лауреат Сталинской премии.

## Биография
Родился в селе Выездное Арзамасского уезда Нижегородской губернии в крестьянской семье.
Окончил Горьковский автомеханический техникум (1938).
С того же времени работал на Горьковском автомобильном заводе: техник-технолог отдела главного металлурга, старший технолог, с 1947 г. начальник плавильного участка литейного цеха серого чугуна, заместитель начальника литейного цеха по производству.
Начиная с 1947 года, внедрил на своём участке комплекс мероприятий, позволивших вскрыть и использовать внутренние резервы повышения производительности труда. Все бригады перешли на хозрасчёт.
Жил и похоронен в г. Горький (Нижний Новгород).

## Награды и звания
Лауреат Сталинской премии (1952) — за коренные усовершенствования методов производственной работы. Награждён орденом Ленина (09.01.1952).